# Drépanide mamo
 (mai 2025).
Si vous disposez d'ouvrages ou d'articles de référence ou si vous connaissez des sites web de qualité traitant du thème abordé ici, merci de compléter l'article en donnant les références utiles à sa vérifiabilité et en les liant à la section « Notes et références ».
Drepanis pacifica
Espèce
Statut de conservation UICN

 EX  : Éteint
Le Drépanide mamo faisait partie des oiseaux butineurs de fleurs vivant uniquement sur l'île d'Hawaï. L'oiseau était très admiré des indigènes de cette île qui le capturaient pour récupérer ses plumes jaunes et brillantes comme de l'or et en orner les vêtements de cérémonie. Une seule cape nécessitait la chasse de dizaines de milliers d'oiseaux ! Les nouveaux colons européens et américains le chassèrent à leur tour, dans l'intention de le vendre à des collectionneurs qui l’appréciaient pour son plumage et son chant. L'espèce se fit de plus en plus rare et finit par disparaître au début du XXe siècle. Son cousin, le Drépanide noir, subit le même sort quelques années plus tard.
Endémique d'Hawaï, c'était une espèce forestière de l'île principale et ses dernières observations ont été faites durant les dernières années du XIXe siècle.

## Taxonomie
Gmelin, 1788, avait initialement décrit cette espèce sous la dénomination Certhia pacifica dont le nom générique suggère qu’il la considérait comme un véritable grimpereau. Le nom spécifique latin (pacificus : pacifique) revêt deux significations, l’une faisant référence à la nature paisible de l’oiseau et l’autre à l’océan pacifique. La seconde étymologie semble plus probable en raison de la description originale de la localisation : « in insula amicis maris australis » (Ottaviani 2020).

### Découverte
En 1892, Henry Palmer envoya son assistant Wolstenholme et Ahulu, un piégeur indigène, sur les versants boisés du Mauna Loa, au-dessus d’Hilo, dans le but de collecter une série de drépanides mamos. Ils réussirent à capturer un spécimen vivant le 16 avril dans la forêt d’Olaa. Cette nouvelle fit sensation car elle représentait la première capture depuis celle, par Théodore Ballieu, des deux individus juvéniles à Pulehua en 1876. L’oiseau fut nourri avec de l’eau et du sucre puis posé sur un perchoir dans la tente de Wolstenholme. Les deux hommes revinrent triomphants vers Palmer avec leur petit joyau toujours en vie. Le problème est qu’il fallait naturaliser l’oiseau et que Wolstenholme se sentait totalement incapable de le tuer. Palmer, ne s’embarrassant pas de ces sentiments, le tua et le naturalisa immédiatement. Auparavant, Wolstenholme avait demandé à Ahulu de le prendre en photo avec l’oiseau posé sur son doigt, la seule photo d’un drépanide mamo vivant (voir Pratt 2002). Pour ce faire, il avait attaché une petite ficelle à une patte de l’oiseau pour être sûr qu’il ne s’envole. Enfin, il remit ce précieux document à Palmer (Hume & Walters 2012).

## Habitat et distribution
L’espèce était endémique à Hawaï. Le drépanide mamo fréquentait originellement les forêts humides au-dessous de 1200 m (Pratt 2002a) malgré l’observation de Brigham (1899) à haute altitude sur le volcan Hualalai en 1893.

## Écologie et comportement

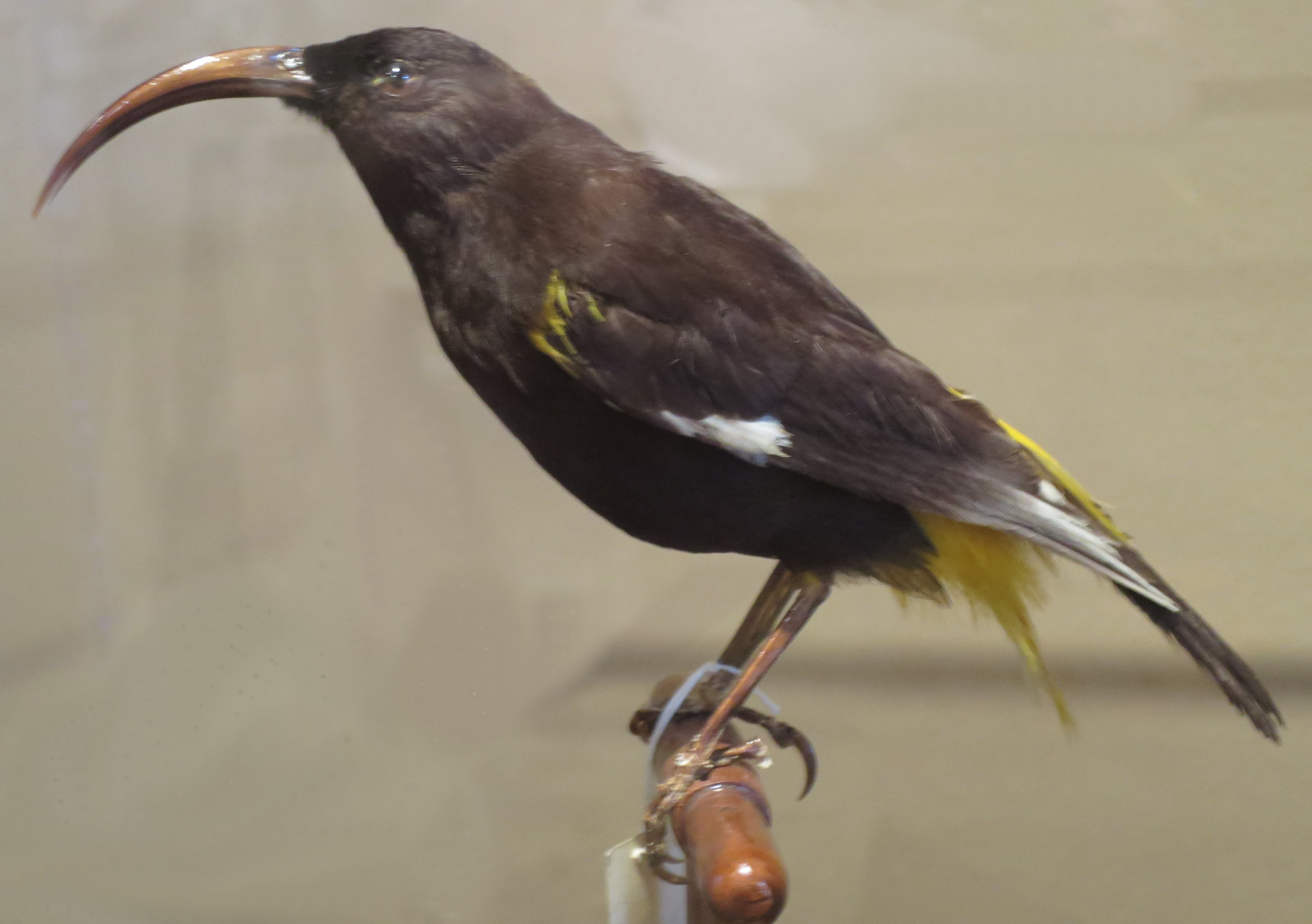

### Alimentation
Le drépanide mamo consommait du nectar de Cyanea angustifolia, campanulacée à corolles incurvées mais il est probable qu’il prélevait aussi le nectar d’autres campanulacées comme les lobélies appartenant au genre Clermontia (Pratt 2002a). Cet oiseau était tellement attiré par le nectar qu’une ancienne méthode de capture des Hawaïens consistait à se dissimuler dans un massif, une fleur de lobélie à la main, et de capturer l’oiseau dès qu’il introduisait son bec dans une corolle (Perkins 1903). Henshaw (1902) avait observé un couple très actif, poursuivant et capturant des insectes à la cime d’un grand ohia.

### Mœurs
Henshaw (1902) décrivit le vol comme pas très rapide mais lisse et bien soutenu, lui rappelant un peu celui du coucou gris.

### Voix
Perkins (1903) avait décrit une note plaintive et étirée qui était imitée par les Hawaïens et à laquelle l’oiseau répondait.

### Extinction
L’espèce est éteinte. Le dernier spécimen a été capturé en 1892 par des collecteurs hawaïens travaillant pour le compte de Palmer (Munro 1960) et la dernière observation date de 1898 à Kaumana, au-dessus d’Hilo (Henshaw 1902). L’espèce a été très pourchassée par les indigènes pour ses plumes décoratives jaunes (Rose et al. 1993) mais la destruction de son habitat et l’introduction de maladies aviaires semblent constituer les principales causes de sa disparition (Greenway 1967). En amont, la destruction de l’habitat et l’introduction de maladies aviaires ont certainement agi en profondeur, les collectes de plumes ayant précipité la perte de l’espèce. Il existe des spécimens dans les muséums de Cambridge (Angleterre), Cambridge (Massachusetts), Honolulu, Leyde, New York, Paris, Tring et Vienne (Ottaviani 2020).